# Ribbeck, Nauen
Ribbeck är en ort i Tyskland, belägen i stadskommunen Nauen i Landkreis Havelland, Brandenburg.  Orten hade 382 invånare år 2002, och är administrativt en del av staden Nauen sedan 2003.
Byn Ribbeck är i Tyskland känd som skådeplatsen för Theodor Fontanes dikt Herr von Ribbeck auf Ribbeck im Havelland.  Ortens slott uppfördes 1893-1895 på platsen för en äldre slottsbyggnad, men godsherrar av Ribbeck omnämns i skriftliga källor redan under 1200-talet.  Den siste godsherren, Hans Georg Karl Anton von Ribbeck, född 1880, var övertygad monarkist och antinazist och avrättades i koncentrationslägret Sachsenhausen 1945.
Till ortens sevärdheter hör slottet, med ett museum ägnat åt Theodor Fontane, och kyrkan, med ett päronträd planterat på samma plats där diktens päronträd stod.